# John Kenneth Muir
John Kenneth Muir, né en 1969, est un journaliste et critique de film américain spécialisé dans les films de science fiction et d'horreur.
Il a notamment écrit plusieurs livres sur plusieurs réalisateurs, comme Kevin Smith, Sam Raimi ou Mira Nair, ainsi que sur des acteurs, comme Christopher Guest.